# Карпатсько-Дуклінська операція
Карпатсько-Дуклянська операція — одна з двох складових частин стратегічної Східно-Карпатської наступальної операції.
Метою операції було відкинути німецькі війська за відроги Карпат та створення передумов для успішного наступу на території Чехії та Словаччини.

## Сторони
- З'єднання 1-го і частина сил 4-го Українського Фронту під командуванням І.Конєва
- Армійська група «Хейнріці» (20 німецьких та угорських дивізій, 300 тис. осіб)

## Перебіг операції
Основне завдання покладалося на 38-му армію, яка розпочала наступ 8 вересня з району Кросно на Пряшів, що був найкоротшим шляхом у Словаччину. Зростаючий опір противника змусив радянське командування ввести в дію 25-й танковий, 1-й гвард. кавалерійський та Чехословацький армійський корпуси й резервні 4-1 гвард. і 31-й танкові корпуси. Після тижневих боїв ці сили подолали дві смуги укріплень і вийшли на лінію Важиці, на північ від Дукля, Івонич. Контрнаступ німецьких сил утворив казан оточення з винищенням оточених. В результаті втрати Червоної армії в ході операції перевищили 2 мільйони убитими, в основному щойно мобілізованих на Західній Україні. Операція вийшла настільки невдалою, що навіть партійні пропагандисти визнавали, що  радянські втрати перевищили втрати німців під час Сталінградської битви. Внаслідок цього настала патова ситуація, яку розблокувала Карпатсько-Ужгородська наступальна операція 1944 року.
20 вересня авангарди 38-ї армії спільно з чехословацькими танковими підрозділами захопили добре укріплений населений пункт Дуклю. До кінця вересня радянські війська досягли Карпатського хребта і на окремих ділянках подолали його. 1 жовтня підрозділи 38-ї армії перейшли чехословацький кордон поблизу Дукельського перевалу. 6 жовтня Чехословацький корпус за сприяння 67-го стрілецького і 31-го танкового корпусів після виснажливих боїв оволодів перевалом. До 28 жовтня радянські війська вийшли на рубіж Ясло—Свидник на захід від Команчі й зайняли оборону.